# Warren City (Teksas)
Warren City je grad u američkoj saveznoj državi Teksas. Prema popisu stanovništva iz 2010. u njemu je živjelo 298 stanovnika.